# Torpille Mark 46
La torpille Mark 46 (Mk 46 torpedo en anglais) est une torpille aérienne utilisée dans la lutte anti-sous-marine. La torpille est une des pièces maitresses de l'armement léger américain et de l'OTAN dans ce domaine.

## Historique

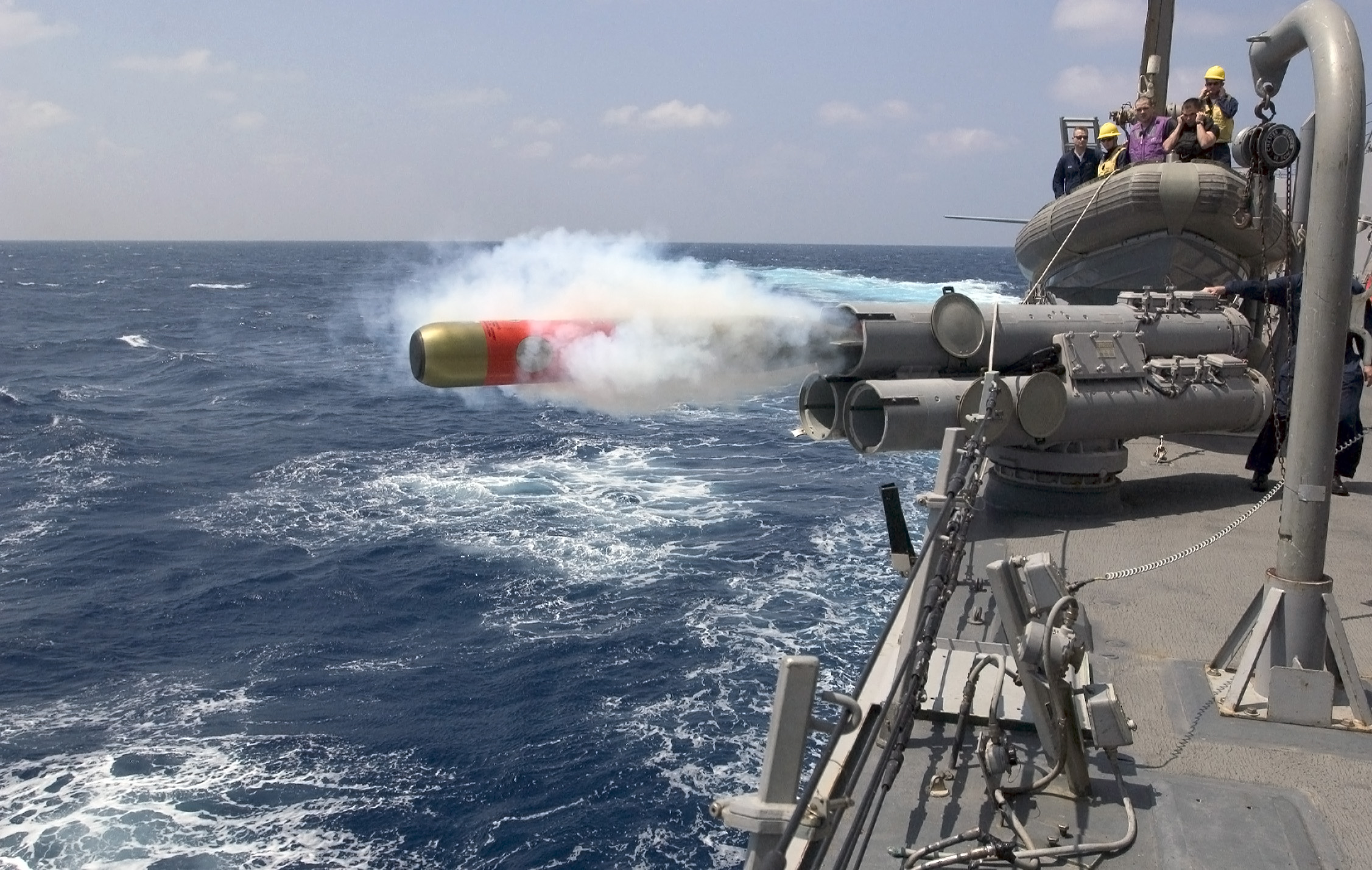
Torpille MK-46 d'exercice lancée à partir du tube lance-torpilles Mk 32 SVTT du navire américain.

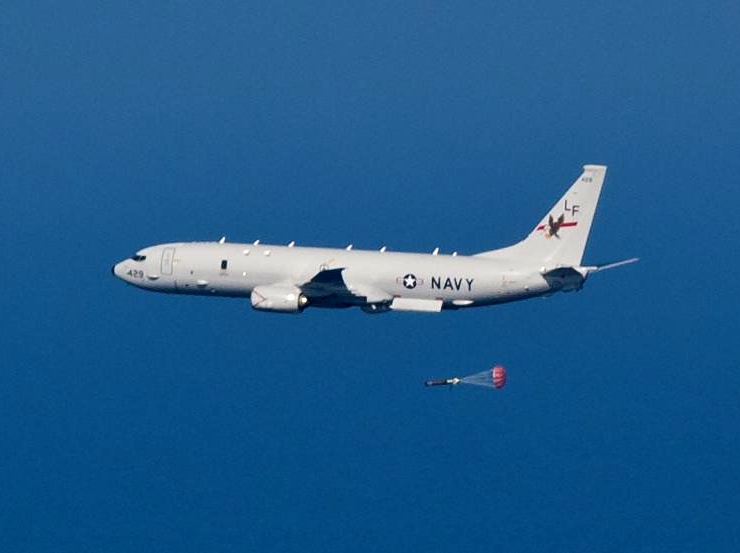
La Mark 46 tirée depuis un avion de patrouille maritime, ici le Boeing P-8 Poseidon

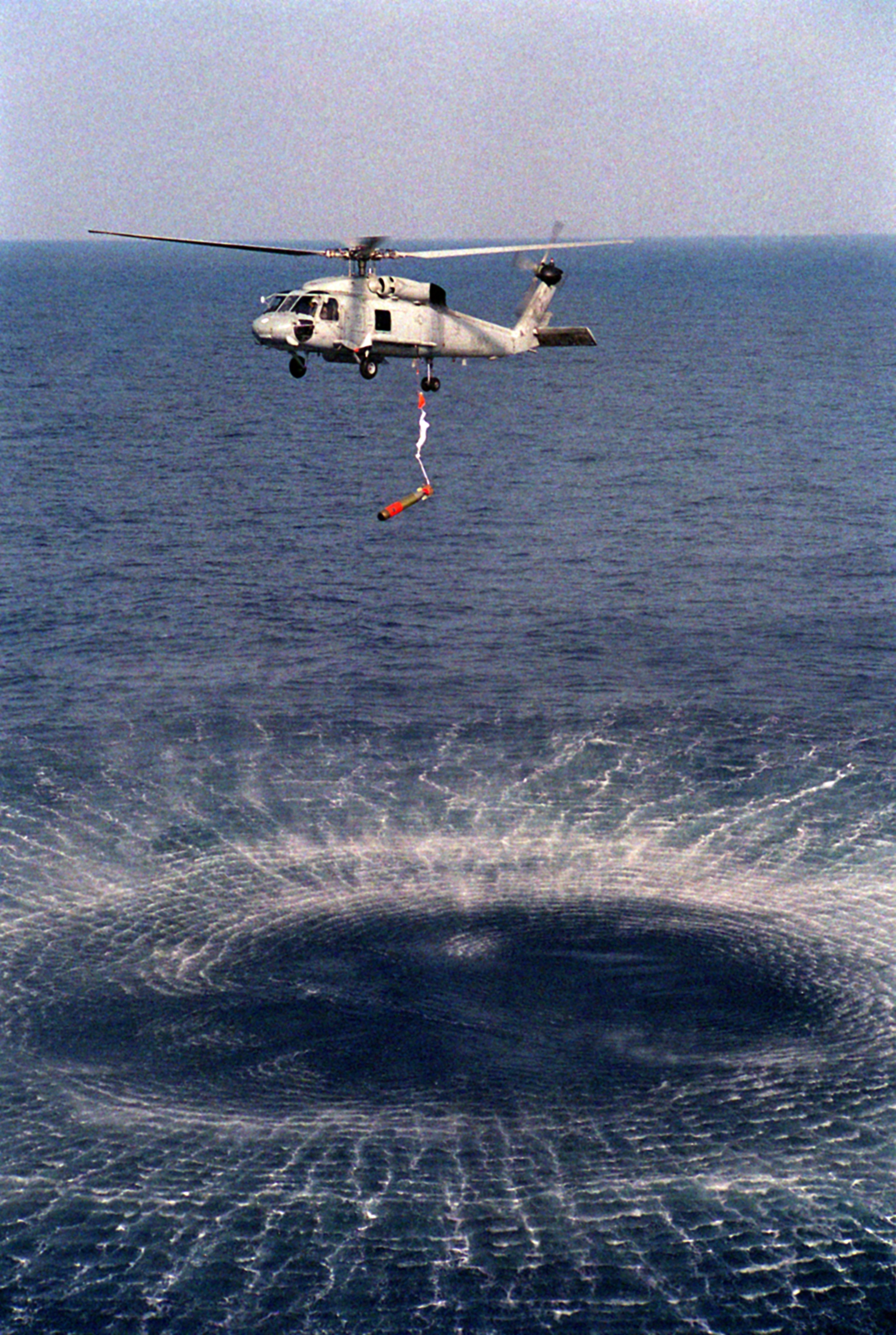
La Mark 46 tirée depuis un hélicoptère Sikorsky SH-60 Seahawk

Le développement de la torpille Mark 46 débute dans les années 1960 et les premiers exemplaires sont livrés en 1963. Une première version améliorée, la Mark 46 Mod 1, entre en service en 1967 puis la Mod 2 en 1972. L’amélioration des revêtements anéchoïques des sous-marins soviétiques impose toutefois par la suite une nouvelle révision de la torpille. Le programme NEARTIP, pour Near Term Improvement Program, « programme de modernisation pour la transition », aboutit ainsi à la Mark 46 Mod 5, plus rapide et disposant d’un meilleur sonar. Outre la production native, il est également possible de convertir les Mod 1 et 2 en Mod 5. À noter qu’il n’y a pas de Mod 3. 
L’étude d’un remplacement débute dans les années 1970. Il en résulte la torpille Mark 50, mais cette dernière ne remplace pas totalement la Mark 46, qui reste en service jusqu’à l’arrivée de la Mark 54 au début des années 2000.

## Caractéristiques
La Mark 46 est une torpille légère de 2,60 m de long pour 324 mm de diamètre. D’une masse totale de 257,60 kg, sa charge militaire comprend 43,10 kg d’explosif brisant. La Mark 46 peut être tirée depuis des bâtiments de surface, des submersibles ou des aéronefs. Dans ce dernier cas, la torpille est freinée par parachute afin d’éviter d’endommager le sonar situé à l’avant. La Mark 46 Mod 4 est spécialement conçue pour servir de charge utile au mines CAPTOR Mark 60.
La Mark 46 Mod 0 est propulsée par un moteur à carburant solide, remplacé à partir de la Mod 1 par un moteur à came thermochimique utilisant du monergol Otto II (en). Le guidage est assuré par un sonar disposant d’un mode actif et d’un mode passif. Celui-ci a été remplacé sur la Mod 5 par un modèle offrant de meilleures performances face aux coques couvertes de tuiles anéchoïques.
En comparaison avec la Mark 44 qu’elle a remplacée, la Mark 46 Mod 0 offre un rayon d’action deux fois plus important ainsi qu’une vitesse et une profondeur 50 % supérieures.

## Torpille Yu-7
La torpille chinoise Yu-7 serait basée sur la version Mod 1 de la Mk 46. Elle est utilisée par la République populaire de Chine dans la lutte anti-sous-marine au départ de bateaux ou d'hélicoptères.

## Liste des utilisateurs
| Pays            | Modèle | Date | Remarques |
| --------------- | ------ | ---- | --------- |
| Allemagne       |        |      |           |
| Arabie saoudite |        |      |           |
| Australie       |        |      |           |
| Brésil          |        |      |           |
| Canada          |        |      |           |
| Espagne         |        |      |           |
| États-Unis      |        |      |           |
| France          |        | 1967 |           |
| Grèce           |        |      |           |
| Indonésie       |        |      |           |
| Iran            |        |      |           |
| Israël          |        |      |           |
| Italie          |        |      |           |
| Maroc           |        |      |           |
| Royaume-Uni     |        |      |           |
| Pakistan        |        |      |           |
| Pays-Bas        |        |      |           |
| Taïwan          |        |      |           |
| Turquie         |        |      |           |

### Données techniques
| Modèle                    | Mark 46 Mod 0             | Mark 46 Mod 1                | Mark 46 Mod 2                | Mark 46 Mod 4                | Mark 46 Mod 5                |
| ------------------------- | ------------------------- | ---------------------------- | ---------------------------- | ---------------------------- | ---------------------------- |
| Longueur (m)              | 2,60                      | 2,60                         | 2,60                         | 2,60                         | 2,60                         |
| Diamètre (mm))            | 324 mm                    | 324 mm                       | 324 mm                       | 324 mm                       | 324 mm                       |
| Masse (kg)                | 257,6                     | 230,40                       | 230,40                       | 230,40                       | 230,40                       |
| Masse de l’ogive (kg)     | 43,10                     | 43,10                        | 43,10                        | 43,10                        | 43,10                        |
| Type d’explosif           | Explosif brisant          | Explosif brisant             | Explosif brisant             | Explosif brisant             | Explosif brisant             |
| Motorisation              | moteur à carburant solide | moteur à came thermochimique | moteur à came thermochimique | moteur à came thermochimique | moteur à came thermochimique |
| Carburant                 | Carburant solide          | carburant Otto II            | carburant Otto II            | carburant Otto II            | carburant Otto II            |
| Vitesse                   | 40 kt (74 km/h)           | 45 kt (83 km/h)              | 45 kt (83 km/h)              | 45 kt (83 km/h)              | 45 kt (83 km/h)              |
| Portée (km)               | 11                        | 11                           | 11                           | 11                           | 11                           |
| Profondeur de plongée (m) | 460                       | 460                          | 460                          | 460                          | 460                          |
| Guidage                   | Sonar actif/passif        | Sonar actif/passif           | Sonar actif/passif           | Sonar actif/passif           | Sonar actif/passif           |